# Прапор Сіверськодонецька
Пра́пор Сіверськодонецька — прапор територіальної громади міста Сіверськодонецьк.

## Опис
Прапор являє собою тканину синього кольору прямокутної форми розміром 1000×1400 мм.
У правому верхньому кутку — зображення Державного Герба України — Тризубця в щиті.
Трохи вище центру прямокутника прапора розміщена фігура «Золотого соколу».
По периметру проведено золоте обрамлення, що переходить у нижню горизонтальну площину, в золоту смугу, повторюючи колірну композицію Державного Прапора України.
У міжнародній символіці і емблематиці прийняті символи фауни. А в нашому конкретному випадку використаний символ птиці — сокола-сапсана, житель Луганщини.
Слід додати, що Тризуб — малий Державний, Знак Княжої Держави Володимира Великого. Існує історична довідка, що основою Тризубця є стилізоване зображення сокола, який летить на здобич.
У геральдиці «Золотий сокіл» символ свободи духу, незалежності, гідності, степового привілля.
Синій колір — основний на прапорі — це символ свободи, честі, вірності та мирного неба.
Золотий колір — в обрамленні і горизонтальній смузі — символізує той ґрунт, на якому побудований Сіверськодонецьк, тобто жовтий пісок. В композиційному поєднанні з синім кольором, він дає початкове зображення цієї місцевості. У геральдиці золотий колір — символ урочистості, достатку, істини.